# Премия Муз-ТВ 2025
20-я национальная телевизионная премия в области популярной музыки МУЗ-ТВ 2025 состоялась 7 июня 2025 года в Москве в Live Арена.

## Ведущие шоу
Пресс-завтрак премии «МУЗ ТВ 2025. Легенда» состоялся 11 марта 2025 года в ресторане «Historia» в Москве, на котором был объявлен список ведущих. Ими стали Владимир Маркони, Лера Кудрявцева,  Яна Чурикова.
24 апреля 2025 года в отеле «Marriott Imperial Plaza» на гала-ужине были объявлены имена ещё двух ведущих. Ими стали Mia Boyka и Николай Басков.

## Выступления
| Исполнитель                               | Песня                                |
| ----------------------------------------- | ------------------------------------ |
| Игорь Крутой, Вадим Самойлов, The Hatters | «Никогда»                            |
| Люся Чеботина                             | «Каблук»                             |
| Комната культуры                          | «Поезда»                             |
| Татьяна Куртукова                         | «Матушка»                            |
| Игорь Крутой, BEARWOLF                    | «Папа, мама»                         |
| Сергей Лазарев                            | «Если бы я мог»                      |
| Клава Кока                                | «Покинула чат»                       |
| Григорий Лепс, Сергей Шнуров              | «Терминатор»                         |
| SHAMAN                                    | «Прямо по сердцу»                    |
| МакSим                                    | «Знаешь ли ты»                       |
| Полина Гагарина                           | «Танец перед зеркалом»               |
| Ay Yola, Дима Билан                       | «Homay»                              |
| ANNA ASTI                                 | «Феникс»                             |
| The Hatters                               | «Город поёт»                         |
| Лев Лещенко, Artik & Asti                 | «Эхо любви»                          |
| Мари Краймбрери                           | Мегамикс                             |
| Мот                                       | «Август - это ты»                    |
| Николай Басков, Серёга                    | «Криминальное чтиво»                 |
| Дискотека Авария, Семицветик              | «Недетское время» и «Х.Х.Х.И.Р.Н.Р.» |
| Звери                                     | Мегамикс                             |

## Номинанты
Победители отмечены галочкой.
| Лучшее видео | Лучшее танцевальное видео |  |
| --- | --- |  |
| - Люся Чеботина — «ЗА БЫВШЕГО» - Дима Билан & Мари Краймбрери — «It's My Life» - Филипп Киркоров — «Чёрная пантера» - Ани Лорак — «Танцы» - Моя Мишель – «Облака» - Сергей Лазарев — «Я видел свет» - Xolidayboy — «Пожары» - Лолита — «OFFSET»                                                                                  | - Люся Чеботина — «ЗА БЫВШЕГО» - Дима Билан & Мари Краймбрери — «It's My Life» - Filatov & Karas — «Это всё не помню я» - Клава Кока — «Нет проблем» - Джиган, Artik & Asti Niletto — «Худи» - Kiliana, Jakone — «Асфальт» - BEARWOLF — «GODZILLA» - Artik & Asti — «Качели» |  |
| Прорыв года | Лучшая группа |  |
| - BEARWOLF - MONA - Минаева - MIRAVI - nkeeei, uniqe, ARTEM SHILOVETS, Wipo - Татьяна Куртукова - Merab Amzoevi - Женя Трофимов, Комната культуры | - IOWA - Женя Трофимов, Команда культуры - Artik & Asti - Моя Мишель - Руки Вверх! - The Hatters - Три Дня Дождя - Группировка «Ленинград» |  |
| Лучшая коллаборация | Лучший альбом |  |
| - ZVONKIY, Асия — «Лети» - Николай Басков, Серёга — «Криминальное чтиво» - Дима Билан & Мари Краймбрери — «It's My Life» - Джиган, Artik & Asti, Niletto — «Худи» - Коста Лакоста, Ольга Серябкина — «По улицам» - Филипп Киркоров, Олег Майами — «Стирай» - Баста, MONA — «Худи» - Сергей Лазарев, Therr Maitz — «Олимпиада-80» | - Диана Арбенина — «Трибьют» - Леонид Агутин — «Всё не зря» - Artik & Asti — «Качели» - LYRIQ — «02:28» - Егор Крид — «Меньше чем три» - Мот — «АВГУСТ НАВСЕГДА» - Игорь Крутой — «70» - Zoloto — «Перевоплотиться» |  |
| Лучшая Cover-версия | Лучший сольный концерт |  |
| - Zivert — «Лишь о тебе мечтая» - Баста, Сергей Бурунов — «Мадонна» - Ева Польна, Баста — «Зима в сердце» - Три дня дождя, Тося Чайкина — «Земля» - The Hatters — «Сказочная тайга» - Дима Билан — «Я тебя отвоюю» - Султан Лагучев — «Попутчица» - Филипп Киркоров — «Фиолетовая вата»                                          | - Люся Чеботина – ШОУ «Первая леди» (05.12.2024, Live Арена) - Руки Вверх! — Трилогия в «Лужниках» (20.07.2024, Лужники) - ANNA ASTI — Симфония Феникса (27.11.2024, Московский международный Дом музыки) - Дима Билан — Шоу "The best of Bilan" (15.06.2024, ВТБ Арена) - Леонид Агутин — Сольный концерт (27.07.2024, Лужники) - Владимир Пресняков — Большой сольный концерт (16.11.2024, ВТБ Арена) - Полина Гагарина — Шоу «НАВСЕГДА» (29.06.2024, Лужники) - Сергей Лазарев — Шоу «Я не боюсь» (19.10.2024, Live Арена) |  |
| Лучшее лирическое видео | Лучшая песня |  |
| - Комната культуры — «Все они о тебе» - 5УТРА, Ваня Дмитриенко — «Не представляешь» - JONY — «Мне не больно» - Akmal' — «Раневская» - Владимир Пресняков — «Только ты никогда» - Мот — «Когда мужчина влюблён» - Стас Михайлов, Люся Чеботина — «ДВОЕ ОДИНОЧЕК» - Баста, MONA — «Не забывай меня»                                | - Люся Чеботина — «ЗА БЫВШЕГО» - Джиган, Artik & Asti Niletto — «Худи» - Дима Билан & Мари Краймбрери — «It's My Life» - Мари Краймбрери — «Нравится жить» - BEARWOLF — «GODZILLA» - Женя Трофимов, Команда культуры — «Поезда» - Татьяна Куртукова — «Матушка» - Kiliana, Jakone — «Асфальт» |  |
| Лучший в сети | Лучшая исполнительница |  |
| - Клава Кока - Ольга Бузова - GAYAZOV$ BROTHER$ - Ваня Дмитриенко - SHAMAN - Amirchik - Руки Вверх! - Егор Крид | - ANNA ASTI - Мари Краймбрери - Zivert - Лолита - Люся Чеботина - Клава Кока - Полина Гагарина - Татьяна Куртукова |  |
| Лучший исполнитель | |  |
| - Дима Билан - JONY - Xolidayboy - Филипп Киркоров - Мот - Леонид Агутин - Владимир Пресняков - Сергей Лазарев | |  |

### Специальные номинации
- Легендарная группа — Иванушки International
- Легендарный композитор — Игорь Крутой
- Выбор VK Музыки — Toxi$
- Легендарный поэт — Михаил Гуцериев
- Легендарный продюсер — Яна Рудковская
- Легенда времени — Андрей Губин
- За вклад в развитие российской музыки — Николай Басков
- Рок-легенда — Вадим Самойлов
- Легендарная исполнительница — Лолита
- Легендарная рок-группа — Звери
- Легендарный исполнитель — Дима Билан
- Легенда шоу-бизнеса — Дискотека Авария